# UEFA Club Footballer of the Year
Il UEFA Club Footballer of the Year è stato un premio calcistico assegnato al calciatore, militante in una squadra europea, che si fosse distinto come il migliore dell'ultima stagione. Il premio, insieme a quello di Miglior Portiere, Miglior Difensore, Miglior Centrocampista e Miglior Attaccante veniva consegnato alla fine di ogni stagione in un galà a Monaco prima della Supercoppa UEFA. Nella stagione 2010-11 è stato sostituito dal neonato UEFA Best Player in Europe Award.

## Vincitori
Di seguito, una lista di tutti i vincitori del premio:
| Stagione | Naz.                   | Giocatore         | Ruolo          | Club              | Vince anche            |
| -------- | ---------------------- | ----------------- | -------------- | ----------------- | ---------------------- |
| 1997-98  | Brasile (bandiera)     | Ronaldo           | Attaccante     | Inter             | Miglior attaccante     |
| 1998-99  | Inghilterra (bandiera) | David Beckham     | Centrocampista | Manchester United | Miglior centrocampista |
| 1999-00  | Argentina (bandiera)   | Fernando Redondo  | Centrocampista | Real Madrid       |                        |
| 2000-01  | Germania (bandiera)    | Stefan Effenberg  | Centrocampista | Bayern Monaco     |                        |
| 2001-02  | Francia (bandiera)     | Zinédine Zidane   | Centrocampista | Real Madrid       |                        |
| 2002-03  | Italia (bandiera)      | Gianluigi Buffon  | Portiere       | Juventus          | Miglior portiere       |
| 2003-04  | Portogallo (bandiera)  | Deco              | Centrocampista | Porto             | Miglior centrocampista |
| 2004-05  | Inghilterra (bandiera) | Steven Gerrard    | Centrocampista | Liverpool         |                        |
| 2005-06  | Brasile (bandiera)     | Ronaldinho        | Attaccante     | Barcellona        |                        |
| 2006-07  | Brasile (bandiera)     | Kaká              | Centrocampista | Milan             | Miglior attaccante     |
| 2007-08  | Portogallo (bandiera)  | Cristiano Ronaldo | Attaccante     | Manchester United | Miglior attaccante     |
| 2008-09  | Argentina (bandiera)   | Lionel Messi      | Attaccante     | Barcellona        | Miglior attaccante     |
| 2009-10  | Argentina (bandiera)   | Diego Milito      | Attaccante     | Inter             | Miglior attaccante     |

Dal 2011 viene assegnato il premio UEFA Men's Player of the Year.

### Per nazionalità
| Nazione     | Giocatori |
| ----------- | --------- |
| Argentina   | 3         |
| Brasile     | 3         |
| Inghilterra | 2         |
| Portogallo  | 2         |
| Germania    | 1         |
| Francia     | 1         |
| Italia      | 1         |

### Per club
| Club           | Giocatori |
| -------------- | --------- |
| Manchester Utd | 2         |
| Inter          | 2         |
| Real Madrid    | 2         |
| Barcellona     | 2         |
| Bayern Monaco  | 1         |
| Juventus       | 1         |
| Porto          | 1         |
| Liverpool      | 1         |
| Milan          | 1         |